# Cleptometopus subteraureus
Cleptometopus subteraureus är en skalbaggsart som beskrevs av Stefan von Breuning 1967. Cleptometopus subteraureus ingår i släktet Cleptometopus och familjen långhorningar. Inga underarter finns listade i Catalogue of Life.